# Benedikt Wagner
Benedikt Wagner (Bonn, 14 giugno 1990) è uno schermidore tedesco, specializzato nella sciabola.

## Palmarès
- Mondiali

Kazan 2014: oro nella sciabola a squadre.
Mosca 2015: bronzo nella sciabola a squadre.
- Europei

Sheffield 2011: argento nella sciabola a squadre.
Legnano 2012: bronzo nella sciabola a squadre.
Strasburgo 2014: bronzo nella sciabola a squadre.
Montreux 2015: oro nella sciabola a squadre.
Torun 2016: oro nella sciabola individuale.
Novi Sad 2018: bronzo nella sciabola a squadre.
Düsseldorf 2019: oro nella sciabola a squadre.